# (2051) Chang
(2051) Chang – planetoida z grupy pasa głównego asteroid okrążająca Słońce w ciągu 4 lat i 288 dni w średniej odległości 2,84 au. Została odkryta 23 października 1976 roku w Agassiz Station Harvard College Observatory. Nazwa planetoidy pochodzi od Zhang Yuzhe (Yu-Che Changa; 1902-1986), chińskiego astronoma. Przed nadaniem nazwy planetoida nosiła oznaczenie tymczasowe (2051) 1976 UC.